# Ingeborg Naß
Ingeborg Naß, auch Ingeborg Nass, (* 12. April 1925 in Görlitz; † 28. Oktober 1998 in Fredersdorf-Vogelsdorf) war eine deutsche Schauspielerin, Kabarettistin und Chansonsängerin.

## Leben
Naß absolvierte ihre Schauspielausbildung in Dresden. Es folgten Theaterengagements in der Provinz am Theater Görlitz, am Theater Dessau und in Leipzig. Seit Mitte der 1950er arbeitete sie als freie Schauspielerin an verschiedenen Berliner Bühnen; Gastspiele gab sie unter anderem auch im Friedrichstadtpalast. Außerdem wirkte sie bei dem satirischen Fernsehkabarett Tele-BZ mit. Dort gehörte sie über zehn Jahre neben Helga Hahnemann, Manfred Raasch und Sergio Günther zum Stammensemble; für ihre Tätigkeit dort erhielt sie den Kunstpreis des Freien Deutschen Gewerkschaftsbundes.
Von 1969 bis 1991 war Naß festes Mitglied des Schauspielerensembles des Fernsehens der DDR. 1956 spielte sie die Titelrolle in dem Stacheltier-Film Agathas süßes Geheimnis; weitere Stacheltier-Filme folgten. 1967 wirkte sie in der Operettenverfilmung Die keusche Susanne mit. Zwischen 1976 und 1991 trat sie an der Seite von Kollegen wie Heinz Behrens, Helga Hahnemann, Hans-Joachim Hanisch, Siegfried Voß oder Wolfgang Winkler häufiger im Fernsehtheater Moritzburg auf, bspw. in Szöke Szakalls Streichquartett (1981) und in Andreas Knaups Gaukelbrüder (1985). Im Film erhielt Naß meist nur Nebenrollen.
Naß blieb in ihren Film- und Fernsehrollen häufig auf das Komische und Mondäne festgelegt. Sie spielte die komische Salondame und die frivole Ehefrau, im fortgeschrittenen Alter kamen dann Schwiegermütter und neugierige Nachbarinnen dazu. Naß war jedoch auch eine intensive Charakterdarstellerin.
1970 übernahm sie, an der Seite von Günther Simon, die Hauptrolle in dem zweiteiligen Fernsehfilm Zwei Briefe an Pospischiel, einer Literaturverfilmung des Romans von Max von der Grün. In der Rolle der Gerda Pospischiel verkörperte sie eine „moderne, selbstbewusste Bergmannsfrau, mütterlich und attraktiv, ihrem Mann eine politische wache Partnerin.“
In den 1990er Jahren zog sich Naß aus persönlichen Gründen weitgehend vom Filmgeschäft zurück. Eine Gastrolle hatte sie 1992 noch in der Kinderserie Die Gespenster von Flatterfels. Ihre letzte Hauptrolle spielte sie 1994 in dem Fernsehfilm Hotel Interim als geheimnisvolle Madame Viola.
Naß war zweimal verheiratet. Ihre erste Ehe mit dem Regisseur, Schauspieler und Intendanten Josef Stauder (1897–1981) wurde 1962 geschieden. In zweiter Ehe war Naß ab 1967 mit dem Rundfunksprecher Hermann Matt (1929–2005) verheiratet.
Ingeborg Naß starb im Alter von 73 Jahren und fand ihre letzte Ruhestätte auf dem städtischen Friedhof ihrer Geburtsstadt Görlitz.

## Filmografie (Auswahl)
- 1954: Ernst Thälmann – Sohn seiner Klasse
- 1956: Das Stacheltier – Agathas süßes Geheimnis
- 1956: Der Hauptmann von Köln
- 1958: Meine Frau macht Musik
- 1959: Die Premiere fällt aus
- 1959: Das Stacheltier: Krawatzke zur Kur (Kurzfilm)
- 1959: Weimarer Pitaval: Der Fall Wandt (Fernsehreihe)
- 1962: Freispruch mangels Beweises
- 1962: Wohl dem, der lügt (Fernsehfilm)
- 1965: Das Stacheltier – Aber genau!
- 1965: Wolf unter Wölfen
- 1967: Die keusche Susanne
- 1967: Geschichten jener Nacht (Episode 4)
- 1969: Jungfer, Sie gefällt mir
- 1969: Im Himmel ist doch Jahrmarkt
- 1970: Im Spannungsfeld
- 1970: Zwei Brief an Pospischiel
- 1971: Istanbul-Masche
- 1972: Nicht schummeln, Liebling!
- 1976: Spätpodium: Blauer Dunst (Fernsehtheater Moritzburg)
- 1978: Scharnhorst (Fernsehmehrteiler)
- 1979: Kleistertopf und Tantentricks (Fernsehtheater Moritzburg)
- 1980: Am Rande der Saison (Fernsehtheater Moritzburg)
- 1980; 1983; 1987: Der Staatsanwalt hat das Wort (3 Folgen)
- 1980: Komödianten-Emil
- 1981: Suturp – Eine Liebesgeschichte (Fernsehfilm)
- 1981: Die Gäste der Mathilde Lautenschläger
- 1982: Komm mit mir nach Chicago
- 1983: Die unentschuldigte Nacht (Fernsehtheater Moritzburg)
- 1984: Der doppelte Schöne (Fernsehtheater Moritzburg)
- 1984: Ein Fuchs zuviel (Fernsehtheater Moritzburg)
- 1989: Zwei Männer im Pyjama (Fernsehtheater Moritzburg)
- 1991: Von Fall zu Fall (1989) – Der Fehltritt (Fernsehtheater Moritzburg)
- 1992: Die Gespenster von Flatterfels
- 1994–95: Gute Zeiten, schlechte Zeiten (Nebenrolle als Katja Reidelhuber)
- 1994: Hotel Interim

## Hörspiele
- 1961: Klaus Glowalla: Mordprozeß Consolini – Regie: Fritz-Ernst Fechner (Hörspiel – Rundfunk der DDR)
- 1972: Joachim Witte: Die wilden Ritter der Reckeburg (Wirtin) – Regie: Joachim Gürtner (Hörspielreihe: Neumann, zweimal klingeln – Rundfunk der DDR)
- 1973: Lia Pirskawetz: Spinnen-Palaver (Schlange) – Regie: Barbara Plensat (Hörspiel – Rundfunk der DDR)
- 1974: Wolf D. Brennecke: Abriss eines Hauses – Regie: Fritz-Ernst Fechner (Hörspiel – Rundfunk der DDR)
- 1974: Ernst Röhl: Minna Plückhahn will es wissen (Uschi) – Regie: Fritz-Ernst Fechner (Hörspiel – Rundfunk der DDR)
- 1976: Robert Soulat: Malembreuse oder Die übertriebene Höflichkeit (Zezette) – Regie: Peter Groeger (Hörspiel – Rundfunk der DDR)
- 1976: Wassili Schuschin: Energische Leute (Wera Sergejewna) – Regie: Wolfgang Schonendorf (Hörspiel – Berliner Rundfunk)
- 1978: Erika Runge: Die Verwandlungen einer fleißigen, immer zuverlässigen und letztlich unauffälligen Chefsekretärin – Regie: Peter Groeger (Hörspiel – Rundfunk der DDR)
- 1979: Joachim Goll: Der Hund von Rackerswill – Regie: Werner Grunow (Hörspiel – Rundfunk der DDR)
- 1981: Giorgio Bandini: Unser unmenschliches Haus – Regie: Helmut Hellstorff (Hörspiel – Rundfunk der DDR)
- 1981: Peter Gauglitz: Chesterfield (Erika Schlutthoff) – Regie: Joachim Gürtner (Hörspielreihe: Fälle des Kriminalanwärters Marzahn, Nr.:10 – Rundfunk der DDR)
- 1981: Werner Buhss: Hotte, einfach Hotte (Dame) – Regie: Horst Liepach (Hörspiel – Rundfunk der DDR)
- 1984: Zlatko Seselj: Die Abenteuer der kleinen Magdica (Die Hündin) – Regie: Albrecht Surkau (Kinderhörspiel – Rundfunk der DDR)
- 1987: Leonid Leonow: Die Bändigung Badadoschkins – Regie: Peter Groeger (Hörspiel – Rundfunk der DDR)
- 1988: Katja Oelmann: Steig der Stadt aufs Dach (Pförtnerin) – Regie: Barbara Plensat (Hörspiel – Rundfunk der DDR)
- 1989: Luise Rinser: Detektivin Susi löst einen ungewöhnlichen Fall (Frau) – Regie: Manfred Täubert (Kinderhörspiel – Rundfunk der DDR)